# Bristol Bay
Die Bristol Bay ist der östlichste Arm und der flachste Teil des Beringmeers.
Die Bucht wird im Norden vom Festland Alaskas und im Osten und Süden von der Alaska-Halbinsel begrenzt. Sie ist 400 km lang und an ihrer Mündung ins offene Meer 290 km breit. Nördlich schließt mit dem Yukon-Kuskokwim-Delta das Schwemmland der Flüsse Kuskokwim und Yukon im Yukon Delta National Wildlife Refuge an.
Am östlichen Ende der Bucht, in der Nushagak Bay bei Dillingham und in der Kvichak Bay bei Naknek, kommt es mit bis zu knapp zehn Meter zu einem der höchsten Tidenhube der Erde. Westlich der Nushagak Bay liegt die Nushagak-Halbinsel.
Die Bristol Bay war bis vor ca. 10.000 Jahren Teil von Beringia, einer Landbrücke zwischen Nordamerika und Asien, über die vermutlich die ersten Menschen nach Amerika einwanderten. Nach dem Steigen des Meeresspiegels bildete die Bucht eine reichhaltige Nahrungsgrundlage für Menschen und Tiere.
Russische und englische Forschungsreisende brachten im 18. Jahrhundert die ersten europäischen Einflüsse in die Region. James Cook benannte die Bucht 1778 nach dem britischen Marineoffizier Augustus John Hervey, 3. Earl of Bristol (1724–1779). Die Russisch-Amerikanische Kompagnie entsandte in den späten 1790ern Vermessungsteams zur Erkundung und Kartierung der Küste der Bristol Bay und des angrenzenden Inlands. 1819 erstellte der Aleute Andrei Ustiugov die erste umfassende Karte der Bucht. Bis Mitte des 19. Jahrhunderts führte die russische Marine umfangreiche Vermessungen in der Beringsee und der Bristol Bay durch und gab vielen geographischen Objekten wie dem Mount Pavlof oder dem Becharof Lake Namen, die bis heute verwendet werden.

## Fischerei und Naturschutz
Die Bristol Bay ist für ihre außerordentlichen Lachsbestände bekannt, die sowohl kommerziell genutzt werden, als auch die Lebensgrundlage der einheimischen Eskimo-Bevölkerung darstellen. Insbesondere lebt hier der weltweit größte Bestand an Rotlachsen. Die Fischerei auf Lachse und andere Fische erzielt einen Jahresumsatz von rund 2 Mrd. USD, hinzu kommen etwa 100 Mio. USD für Tourismus, der direkt mit Angelsport und Walbeobachtung verbunden ist.
In der Bucht leben der Pazifische Nordkaper, der Belugawal und der Orca, an den Küsten sammeln sich Seehunde und Walrosse und brütet die bedrohte Scheckente.
Das Ökosystem und die Fischerei waren durch die geplante Erschließung für die Öl- und Gas-Förderung im Schelfgebiet bedroht. 2010 verhängte US-Präsident Barack Obama ein temporäres Memorandum für die Erkundung, das er im Dezember 2014 permanent machte. Das Erschließungsverbot stützt sich auf die Ermächtigung im  Outer Continental Shelf Lands Act von 1953 und kann von jedem späteren Präsidenten einseitig wieder aufgehoben werden.
Weitere Probleme für die ökologische Qualität der Bucht bereitet die Pebble Mine, ein fertig erkundetes, aber noch nicht in Betrieb gegangenes Kupfer-, Gold- und Molybdän-Bergwerk, das im Einzugsgebiet der Bucht liegen würde. Die Environmental Protection Agency empfahl im Juli 2014 aufgrund einer Umweltverträglichkeitsprüfung nach dem Clean Water Act, das Bergwerk nicht in Betrieb zu nehmen. Es würde durch das Abpumpen des Oberflächen- und Grundwassers für ein Tagebau-Feld von der Größe Manhattans den Wasserhaushalt der Region unwiederbringlich stören. Zwei der bedeutendsten Zuflüsse in die Bucht und großflächige Feuchtgebiete würden schon beim Ausbau des Bergwerks nach dem kleinsten Modell des Antrags stark verändert oder zerstört. Durch den veränderten Abfluss der Flüsse würde auch die Bucht selbst geschädigt. Eine Entscheidung ist noch nicht gefallen und kann vor Gericht überprüft werden (Stand: Februar 2015).